# کتامه
کتامه (انگلیسی: Quetame) یک منطقه مسکونی در کشور کلمبیا است.